# Boucles de l'Aulne 2007
La 50e édition des Boucles de l'Aulne s'est déroulée le 3 juin 2007. L'épreuve est inscrite au calendrier de l'UCI Europe Tour 2007 dans la catégorie 1.1.

## Classement final
|    | Coureur            | Équipe                  |    | Temps          |
| -- | ------------------ | ----------------------- | -- | -------------- |
| 1  | Romain Feillu      | Agritubel               | en | 4 h 1 min 31 s |
| 2  | Saïd Haddou        | Bouygues Télécom        |    | m.t.           |
| 3  | Leonardo Duque     | Cofidis                 |    | m.t.           |
| 4  | Sébastien Hinault  | Crédit agricole         |    | m.t.           |
| 5  | Yauheni Hutarovich | Roubaix Lille Métropole |    | m.t.           |
| 6  | Mathieu Claude     | Bouygues Télécom        |    | m.t.           |
| 7  | Stéphane Poulhiès  | AG2R Prévoyance         |    | m.t.           |
| 8  | Cédric Coutouly    | Agritubel               |    | m.t.           |
| 9  | Simon Gerrans      | AG2R Prévoyance         |    | m.t.           |
| 10 | Philippe Gilbert   | La Française des Jeux   |    | m.t.           |